# Okręg wyborczy nr 7 do Sejmu Rzeczypospolitej Polskiej
Okręg wyborczy nr 7 do Sejmu Rzeczypospolitej Polskiej obejmuje obszar miast na prawach powiatu Białej Podlaskiej, Chełma i Zamościa oraz powiatów bialskiego, biłgorajskiego, chełmskiego, hrubieszowskiego, krasnostawskiego, parczewskiego, radzyńskiego, tomaszowskiego, włodawskiego i zamojskiego (województwo lubelskie). W obecnym kształcie został utworzony w 2001. Wybieranych jest w nim 12 posłów w systemie proporcjonalnym.
Siedzibą okręgowej komisji wyborczej jest Chełm.

## Wyniki wyborów
| Podział 12 mandatów: SLD–UP: 5 Samoobrona: 2 PSL: 3 PO: 1 LPR: 1 |

| Podział 12 mandatów: SLD: 1 Samoobrona: 3 PSL: 2 PO: 1 PiS: 3 LPR: 2 |

| Podział 12 mandatów: LiD: 1 PSL: 2 PO: 3 PiS: 6 |

| Podział 12 mandatów: SLD: 1 RP: 1 PSL: 2 PO: 3 PiS: 5 |

| Podział 12 mandatów: PSL: 1 K’15: 1 PO: 2 PiS: 8 |

| Podział 12 mandatów: SLD: 1 KO: 2 PSL: 1 PiS: 8 |

| Podział 12 mandatów: KO: 2 TD: 2 Konfederacja: 1 PiS: 7 |

## Reprezentanci okręgu
| Sejm | Rok  | Poseł KW          | Poseł KW           | Poseł KW                                      | Poseł KW                | Poseł KW          | Poseł KW         | Poseł KW                  | Poseł KW        | Poseł KW        | Poseł KW                  | Poseł KW | Poseł KW                            | Poseł KW          | Poseł KW                    | Poseł KW        | Poseł KW          | Poseł KW     | Poseł KW         | Poseł KW | Poseł KW       | Poseł KW | Poseł KW         | Poseł KW | Poseł KW     |
| ---- | ---- | ----------------- | ------------------ | --------------------------------------------- | ----------------------- | ----------------- | ---------------- | ------------------------- | --------------- | --------------- | ------------------------- | -------- | ----------------------------------- | ----------------- | --------------------------- | --------------- | ----------------- | ------------ | ---------------- | -------- | -------------- | -------- | ---------------- | -------- | ------------ |
| IV   | 2001 |                   | L. Nikolski SLD–UP |                                               | J. Michalski Samoobrona |                   | F. Stefaniuk PSL |                           | J. Byra SLD–UP  |                 | M. Kwiatkowski Samoobrona |          | Z. Janowski SLD–UP                  |                   | S. Skomra SLD–UP SLD (2005) |                 | A. Bratkowski PSL |              | T. Badach SLD–UP |          | H. Lewczuk LPR |          | R. Stanibuła PSL |          | S. Żmijan PO |
| V    | 2005 |                   | T. Dudziński PiS   | H. Młynarczyk Samoobrona                      |                         | B. Mazurek PiS    | F. Stefaniuk PSL | W. Romaniuk Samoobrona    |                 | P. Andrejuk LPR | T. Sławecki PSL           |          | Z. Grabczan Samoobrona              | W. Wierzejski LPR | S. Skomra SLD–UP SLD (2005) |                 | S. Zawiślak PiS   |              |                  |          |                |          |                  |          | S. Żmijan PO |
| VI   | 2007 |                   | T. Dudziński PiS   | W. Żukowski PiS                               |                         | B. Mazurek PiS    | F. Stefaniuk PSL | A. Abramowicz PiS         |                 | G. Raniewicz PO | T. Sławecki PSL           |          | Z. Matuszczak LiD (2007) SLD (2011) |                   | M. Grad PO                  |                 | S. Zawiślak PiS   | J. Rębek PiS |                  |          |                |          |                  |          | S. Żmijan PO |
| VI   | 2010 | H. Młynarczyk PiS | T. Dudziński PiS   |                                               |                         | B. Mazurek PiS    | F. Stefaniuk PSL | A. Abramowicz PiS         |                 | G. Raniewicz PO | T. Sławecki PSL           |          | Z. Matuszczak LiD (2007) SLD (2011) |                   | M. Grad PO                  |                 | S. Zawiślak PiS   | J. Rębek PiS |                  |          |                |          |                  |          | S. Żmijan PO |
| VII  | 2011 |                   | M. Poznański RP    | P. Szeliga PiS                                |                         | B. Mazurek PiS    | F. Stefaniuk PSL | A. Abramowicz PiS         | G. Tokarska PSL | G. Raniewicz PO |                           |          | Z. Matuszczak LiD (2007) SLD (2011) |                   | M. Grad PO                  |                 | S. Zawiślak PiS   | J. Rębek PiS |                  |          |                |          |                  |          | S. Żmijan PO |
| VII  | 2014 | M. Duszek PiS     | M. Poznański RP    | P. Szeliga PiS                                |                         | B. Mazurek PiS    | F. Stefaniuk PSL | A. Abramowicz PiS         | G. Tokarska PSL | G. Raniewicz PO |                           |          | Z. Matuszczak LiD (2007) SLD (2011) |                   | M. Grad PO                  |                 | S. Zawiślak PiS   |              |                  |          |                |          |                  |          | S. Żmijan PO |
| VIII | 2015 | M. Duszek PiS     |                    | J. Sachajko K’15 (2015) PSL (2019) PiS (2023) | A. Borowiec PiS         | B. Mazurek PiS    |                  | A. Abramowicz PiS         | G. Tokarska PSL | G. Raniewicz PO | P. Olszówka PiS           |          | J. Szewczak PiS                     |                   | T. Hałas PiS                |                 | S. Zawiślak PiS   |              |                  |          |                |          |                  |          | S. Żmijan PO |
| VIII | 2018 | M. Duszek PiS     | T. Zieliński PiS   | J. Sachajko K’15 (2015) PSL (2019) PiS (2023) | A. Borowiec PiS         | L. Cichosz PiS    |                  |                           | G. Tokarska PSL | G. Raniewicz PO | P. Olszówka PiS           |          | J. Szewczak PiS                     |                   | T. Hałas PiS                |                 | S. Zawiślak PiS   |              |                  |          |                |          |                  |          | S. Żmijan PO |
| IX   | 2019 | M. Duszek PiS     | T. Zieliński PiS   | J. Sachajko K’15 (2015) PSL (2019) PiS (2023) |                         | J. Sasin PiS      | D. Stefaniuk PiS | A. Dąbrowska-Banaszek PiS |                 | K. Grabczuk KO  | B. Strzałka PiS           |          | M. Pawłowska SLD                    |                   | T. Hałas PiS                | R. Haidar KO    | S. Zawiślak PiS   |              |                  |          |                |          |                  |          |              |
| IX   | 2023 | M. Duszek PiS     | T. Zieliński PiS   | J. Sachajko K’15 (2015) PSL (2019) PiS (2023) | S. Żmijan KO            | J. Sasin PiS      | D. Stefaniuk PiS | A. Dąbrowska-Banaszek PiS |                 | K. Grabczuk KO  | B. Strzałka PiS           |          | M. Pawłowska SLD                    |                   | T. Hałas PiS                |                 | S. Zawiślak PiS   |              |                  |          |                |          |                  |          |              |
| X    | 2023 |                   | T. Zieliński PiS   | J. Sachajko K’15 (2015) PSL (2019) PiS (2023) | M. Kamiński PiS         | M. Romanowski PiS | D. Stefaniuk PiS | A. Dąbrowska-Banaszek PiS |                 | K. Grabczuk KO  | W. Różyński TD            |          | S. Ćwik TD                          |                   | W. Tumanowicz Konfederacja  | M. Gromadzka KO | S. Zawiślak PiS   |              |                  |          |                |          |                  |          |              |
| X    | 2024 | M. Pawłowska PiS  | T. Zieliński PiS   | J. Sachajko K’15 (2015) PSL (2019) PiS (2023) |                         | M. Romanowski PiS | D. Stefaniuk PiS | A. Dąbrowska-Banaszek PiS |                 | K. Grabczuk KO  | W. Różyński TD            |          | S. Ćwik TD                          |                   | W. Tumanowicz Konfederacja  | M. Gromadzka KO | S. Zawiślak PiS   |              |                  |          |                |          |                  |          |              |

### Wybory parlamentarne 2001
| Komitet wyborczy                                      | Komitet wyborczy                              | Głosów  | %     | Mandaty | Wybrani posłowie                                                            |
| ----------------------------------------------------- | --------------------------------------------- | ------- | ----- | ------- | --------------------------------------------------------------------------- |
|                                                       | KKW Sojusz Lewicy Demokratycznej – Unia Pracy | 117 377 | 34,58 | 5       | Lech Nikolski, Jan Byra, Zbigniew Janowski, Szczepan Skomra, Tadeusz Badach |
|                                                       | Polskie Stronnictwo Ludowe                    | 72 591  | 21,38 | 3       | Franciszek Stefaniuk, Arkadiusz Bratkowski, Ryszard Stanibuła               |
|                                                       | Samoobrona Rzeczpospolitej Polskiej           | 53 855  | 15,86 | 2       | Jerzy Michalski, Marian Kwiatkowski                                         |
|                                                       | Liga Polskich Rodzin                          | 38 374  | 11,30 | 1       | Henryk Lewczuk                                                              |
|                                                       | KWW Platforma Obywatelska                     | 20 048  | 5,91  | 1       | Stanisław Żmijan                                                            |
|                                                       | Prawo i Sprawiedliwość                        | 17 745  | 5,23  | –       |                                                                             |
|                                                       | KKW Akcja Wyborcza Solidarność Prawicy        | 13 069  | 3,85  | –       |                                                                             |
|                                                       | Unia Wolności                                 | 5072    | 1,49  | –       |                                                                             |
|                                                       | Alternatywa Ruch Społeczny                    | 1354    | 0,40  | –       |                                                                             |
| Frekwencja: 46,65% Źródło: Państwowa Komisja Wyborcza |                                               |         |       |         |                                                                             |

Poniższa tabela przedstawia podział mandatów dla komitetów wyborczych na podstawie uzyskanych głosów, a następnie obliczonych ilorazów wyborczych na podstawie zmodyfikowanej metody Sainte-Laguë.
| Podział mandatów dla komitetów wyborczych na podstawie zmodyfikowanej metody Sainte-Laguë | Podział mandatów dla komitetów wyborczych na podstawie zmodyfikowanej metody Sainte-Laguë | Podział mandatów dla komitetów wyborczych na podstawie zmodyfikowanej metody Sainte-Laguë | Podział mandatów dla komitetów wyborczych na podstawie zmodyfikowanej metody Sainte-Laguë | Podział mandatów dla komitetów wyborczych na podstawie zmodyfikowanej metody Sainte-Laguë | Podział mandatów dla komitetów wyborczych na podstawie zmodyfikowanej metody Sainte-Laguë | Podział mandatów dla komitetów wyborczych na podstawie zmodyfikowanej metody Sainte-Laguë | Podział mandatów dla komitetów wyborczych na podstawie zmodyfikowanej metody Sainte-Laguë | Podział mandatów dla komitetów wyborczych na podstawie zmodyfikowanej metody Sainte-Laguë | Podział mandatów dla komitetów wyborczych na podstawie zmodyfikowanej metody Sainte-Laguë | Podział mandatów dla komitetów wyborczych na podstawie zmodyfikowanej metody Sainte-Laguë | Podział mandatów dla komitetów wyborczych na podstawie zmodyfikowanej metody Sainte-Laguë | Podział mandatów dla komitetów wyborczych na podstawie zmodyfikowanej metody Sainte-Laguë | Podział mandatów dla komitetów wyborczych na podstawie zmodyfikowanej metody Sainte-Laguë |
| Komitet wyborczy                                                                          | Komitet wyborczy                                                                          | Liczba głosów                                                                             | Iloraz wyborczy                                                                           | Iloraz wyborczy                                                                           | Iloraz wyborczy                                                                           | Iloraz wyborczy                                                                           | Iloraz wyborczy                                                                           | Iloraz wyborczy                                                                           | Iloraz wyborczy                                                                           | Iloraz wyborczy                                                                           | Mandaty                                                                                   | TP                                                                                        |                                                                                           |
| Komitet wyborczy                                                                          | Komitet wyborczy                                                                          | Liczba głosów                                                                             | /1,4                                                                                      | /3                                                                                        | /5                                                                                        | /7                                                                                        | /9                                                                                        | /11                                                                                       | ...                                                                                       | /23                                                                                       | Mandaty                                                                                   | TP                                                                                        |                                                                                           |
| ----------------------------------------------------------------------------------------- | ----------------------------------------------------------------------------------------- | ----------------------------------------------------------------------------------------- | ----------------------------------------------------------------------------------------- | ----------------------------------------------------------------------------------------- | ----------------------------------------------------------------------------------------- | ----------------------------------------------------------------------------------------- | ----------------------------------------------------------------------------------------- | ----------------------------------------------------------------------------------------- | ----------------------------------------------------------------------------------------- | ----------------------------------------------------------------------------------------- | ----------------------------------------------------------------------------------------- | ----------------------------------------------------------------------------------------- | ----------------------------------------------------------------------------------------- |
|                                                                                           | KKW Sojusz Lewicy Demokratycznej – Unia Pracy                                             | 117 377                                                                                   | 83 841                                                                                    | 39 126                                                                                    | 23 475                                                                                    | 16 768                                                                                    | 13 042                                                                                    | 10 671                                                                                    | ...                                                                                       | 5103                                                                                      | 5                                                                                         | 4,66                                                                                      |                                                                                           |
|                                                                                           | Polskie Stronnictwo Ludowe                                                                | 72 591                                                                                    | 51 851                                                                                    | 24 197                                                                                    | 14 518                                                                                    | 10 370                                                                                    | 8066                                                                                      | 6599                                                                                      | ...                                                                                       | 3156                                                                                      | 3                                                                                         | 2,88                                                                                      |                                                                                           |
|                                                                                           | Samoobrona Rzeczpospolitej Polskiej                                                       | 53 855                                                                                    | 38 468                                                                                    | 17 952                                                                                    | 10 771                                                                                    | 7694                                                                                      | 5984                                                                                      | 4896                                                                                      | ...                                                                                       | 2342                                                                                      | 2                                                                                         | 2,14                                                                                      |                                                                                           |
|                                                                                           | Liga Polskich Rodzin                                                                      | 38 374                                                                                    | 27 410                                                                                    | 12 791                                                                                    | 7675                                                                                      | 5482                                                                                      | 4264                                                                                      | 3489                                                                                      | ...                                                                                       | 1668                                                                                      | 1                                                                                         | 1,52                                                                                      |                                                                                           |
|                                                                                           | KWW Platforma Obywatelska                                                                 | 20 048                                                                                    | 14 320                                                                                    | 6683                                                                                      | 4010                                                                                      | 2864                                                                                      | 2228                                                                                      | 1823                                                                                      | ...                                                                                       | 872                                                                                       | 1                                                                                         | 0,80                                                                                      |                                                                                           |
|                                                                                           | Prawo i Sprawiedliwość                                                                    | 17 745                                                                                    | 12 675                                                                                    | 5915                                                                                      | 3549                                                                                      | 2535                                                                                      | 1972                                                                                      | 1613                                                                                      | ...                                                                                       | 772                                                                                       | 0                                                                                         | 0,70                                                                                      |                                                                                           |
| Ogółem                                                                                    | Ogółem                                                                                    | 302 245                                                                                   | —                                                                                         | —                                                                                         | —                                                                                         | —                                                                                         | —                                                                                         | —                                                                                         | —                                                                                         | —                                                                                         | 12                                                                                        | 12                                                                                        |                                                                                           |

### Wybory parlamentarne 2005
| Komitet wyborczy                                      | Komitet wyborczy                        | Głosów | %     | Mandaty | Wybrani posłowie                                     |
| ----------------------------------------------------- | --------------------------------------- | ------ | ----- | ------- | ---------------------------------------------------- |
|                                                       | Samoobrona Rzeczpospolitej Polskiej     | 60 435 | 20,83 | 3       | Henryk Młynarczyk, Wojciech Romaniuk, Zofia Grabczan |
|                                                       | Prawo i Sprawiedliwość                  | 60 405 | 20,82 | 3       | Tomasz Dudziński, Beata Mazurek, Sławomir Zawiślak   |
|                                                       | Polskie Stronnictwo Ludowe              | 53 160 | 18,32 | 2       | Franciszek Stefaniuk, Tadeusz Sławecki               |
|                                                       | Liga Polskich Rodzin                    | 35 830 | 12,35 | 2       | Przemysław Andrejuk, Wojciech Wierzejski             |
|                                                       | Platforma Obywatelska RP                | 33 091 | 11,40 | 1       | Stanisław Żmijan                                     |
|                                                       | Sojusz Lewicy Demokratycznej            | 24 142 | 8,32  | 1       | Szczepan Skomra                                      |
|                                                       | Socjaldemokracja Polska                 | 9612   | 3,31  | –       |                                                      |
|                                                       | Ruch Patriotyczny                       | 3145   | 1,08  | –       |                                                      |
|                                                       | Partia Demokratyczna – demokraci.pl     | 2922   | 1,01  | –       |                                                      |
|                                                       | Platforma Janusza Korwin-Mikke          | 2644   | 0,91  | –       |                                                      |
|                                                       | Polska Partia Narodowa                  | 1706   | 0,59  | –       |                                                      |
|                                                       | Polska Partia Pracy                     | 1453   | 0,50  | –       |                                                      |
|                                                       | KWW – Ogólnopolska Koalicja Obywatelska | 881    | 0,30  | –       |                                                      |
|                                                       | Narodowe Odrodzenie Polski              | 753    | 0,26  | –       |                                                      |
| Frekwencja: 38,64% Źródło: Państwowa Komisja Wyborcza |                                         |        |       |         |                                                      |

Poniższa tabela przedstawia podział mandatów dla komitetów wyborczych na podstawie uzyskanych głosów, a następnie obliczonych ilorazów wyborczych na podstawie metody D’Hondta.
| Podział mandatów dla komitetów wyborczych na podstawie metody D’Hondta | Podział mandatów dla komitetów wyborczych na podstawie metody D’Hondta | Podział mandatów dla komitetów wyborczych na podstawie metody D’Hondta | Podział mandatów dla komitetów wyborczych na podstawie metody D’Hondta | Podział mandatów dla komitetów wyborczych na podstawie metody D’Hondta | Podział mandatów dla komitetów wyborczych na podstawie metody D’Hondta | Podział mandatów dla komitetów wyborczych na podstawie metody D’Hondta | Podział mandatów dla komitetów wyborczych na podstawie metody D’Hondta | Podział mandatów dla komitetów wyborczych na podstawie metody D’Hondta | Podział mandatów dla komitetów wyborczych na podstawie metody D’Hondta | Podział mandatów dla komitetów wyborczych na podstawie metody D’Hondta |
| Komitet wyborczy                                                       | Komitet wyborczy                                                       | Liczba głosów                                                          | Iloraz wyborczy                                                        | Iloraz wyborczy                                                        | Iloraz wyborczy                                                        | Iloraz wyborczy                                                        | Iloraz wyborczy                                                        | Iloraz wyborczy                                                        | Mandaty                                                                | TP                                                                     |
| Komitet wyborczy                                                       | Komitet wyborczy                                                       | Liczba głosów                                                          | /1                                                                     | /2                                                                     | /3                                                                     | /4                                                                     | ...                                                                    | /12                                                                    | Mandaty                                                                | TP                                                                     |
| ---------------------------------------------------------------------- | ---------------------------------------------------------------------- | ---------------------------------------------------------------------- | ---------------------------------------------------------------------- | ---------------------------------------------------------------------- | ---------------------------------------------------------------------- | ---------------------------------------------------------------------- | ---------------------------------------------------------------------- | ---------------------------------------------------------------------- | ---------------------------------------------------------------------- | ---------------------------------------------------------------------- |
|                                                                        | Samoobrona Rzeczpospolitej Polskiej                                    | 60 435                                                                 | 60 435                                                                 | 30 718                                                                 | 20 145                                                                 | 15 109                                                                 | ...                                                                    | 5036                                                                   | 3                                                                      | 2,72                                                                   |
|                                                                        | Prawo i Sprawiedliwość                                                 | 60 405                                                                 | 60 405                                                                 | 30 203                                                                 | 20 135                                                                 | 15 101                                                                 | ...                                                                    | 5034                                                                   | 3                                                                      | 2,71                                                                   |
|                                                                        | Polskie Stronnictwo Ludowe                                             | 53 160                                                                 | 53 160                                                                 | 26 580                                                                 | 17 720                                                                 | 13 290                                                                 | ...                                                                    | 4430                                                                   | 2                                                                      | 2,39                                                                   |
|                                                                        | Liga Polskich Rodzin                                                   | 35 830                                                                 | 35 830                                                                 | 17 915                                                                 | 11 943                                                                 | 8958                                                                   | ...                                                                    | 2986                                                                   | 2                                                                      | 1,61                                                                   |
|                                                                        | Platforma Obywatelska RP                                               | 33 091                                                                 | 33 091                                                                 | 16 546                                                                 | 11 030                                                                 | 8273                                                                   | ...                                                                    | 2758                                                                   | 1                                                                      | 1,49                                                                   |
|                                                                        | Sojusz Lewicy Demokratycznej                                           | 24 142                                                                 | 24 142                                                                 | 12 071                                                                 | 8047                                                                   | 6036                                                                   | ...                                                                    | 2012                                                                   | 1                                                                      | 1,08                                                                   |
| Ogółem                                                                 | Ogółem                                                                 | 267 063                                                                | —                                                                      | —                                                                      | —                                                                      | —                                                                      | —                                                                      | —                                                                      | 12                                                                     | 12                                                                     |

### Wybory parlamentarne 2007
| Komitet wyborczy                                      | Komitet wyborczy                      | Głosów  | %     | Mandaty | Wybrani posłowie |
| ----------------------------------------------------- | ------------------------------------- | ------- | ----- | ------- | --- |
|                                                       | Prawo i Sprawiedliwość                | 138 882 | 39,51 | 6       | Tomasz Dudziński, Wojciech Żukowski, Sławomir Zawiślak, Beata Mazurek, Adam Abramowicz, Jerzy Rębek, Henryk Młynarczyk |
|                                                       | Platforma Obywatelska RP              | 84 691  | 24,09 | 3       | Stanisław Żmijan, Grzegorz Raniewicz, Mariusz Grad                                                                     |
|                                                       | Polskie Stronnictwo Ludowe            | 68 114  | 19,38 | 2       | Franciszek Stefaniuk, Tadeusz Sławecki                                                                                 |
|                                                       | KKW Lewica i Demokraci SLD+SDPL+PD+UP | 36 917  | 10,50 | 1       | Zbigniew Matuszczak |
|                                                       | Samoobrona Rzeczpospolitej Polskiej   | 11 603  | 3,30  | –       | |
|                                                       | Liga Polskich Rodzin                  | 7371    | 2,10  | –       | |
|                                                       | Polska Partia Pracy                   | 3922    | 1,12  | –       | |
| Frekwencja: 46,23% Źródło: Państwowa Komisja Wyborcza |                                       |         |       |         | |

Poniższa tabela przedstawia podział mandatów dla komitetów wyborczych na podstawie uzyskanych głosów, a następnie obliczonych ilorazów wyborczych na podstawie metody D’Hondta.
| Podział mandatów dla komitetów wyborczych na podstawie metody D’Hondta | Podział mandatów dla komitetów wyborczych na podstawie metody D’Hondta | Podział mandatów dla komitetów wyborczych na podstawie metody D’Hondta | Podział mandatów dla komitetów wyborczych na podstawie metody D’Hondta | Podział mandatów dla komitetów wyborczych na podstawie metody D’Hondta | Podział mandatów dla komitetów wyborczych na podstawie metody D’Hondta | Podział mandatów dla komitetów wyborczych na podstawie metody D’Hondta | Podział mandatów dla komitetów wyborczych na podstawie metody D’Hondta | Podział mandatów dla komitetów wyborczych na podstawie metody D’Hondta | Podział mandatów dla komitetów wyborczych na podstawie metody D’Hondta | Podział mandatów dla komitetów wyborczych na podstawie metody D’Hondta | Podział mandatów dla komitetów wyborczych na podstawie metody D’Hondta | Podział mandatów dla komitetów wyborczych na podstawie metody D’Hondta | Podział mandatów dla komitetów wyborczych na podstawie metody D’Hondta |
| Komitet wyborczy                                                       | Komitet wyborczy                                                       | Liczba głosów                                                          | Iloraz wyborczy                                                        | Iloraz wyborczy                                                        | Iloraz wyborczy                                                        | Iloraz wyborczy                                                        | Iloraz wyborczy                                                        | Iloraz wyborczy                                                        | Iloraz wyborczy                                                        | Iloraz wyborczy                                                        | Iloraz wyborczy                                                        | Mandaty                                                                | TP                                                                     |
| Komitet wyborczy                                                       | Komitet wyborczy                                                       | Liczba głosów                                                          | /1                                                                     | /2                                                                     | /3                                                                     | /4                                                                     | /5                                                                     | /6                                                                     | /7                                                                     | ...                                                                    | /12                                                                    | Mandaty                                                                | TP                                                                     |
| ---------------------------------------------------------------------- | ---------------------------------------------------------------------- | ---------------------------------------------------------------------- | ---------------------------------------------------------------------- | ---------------------------------------------------------------------- | ---------------------------------------------------------------------- | ---------------------------------------------------------------------- | ---------------------------------------------------------------------- | ---------------------------------------------------------------------- | ---------------------------------------------------------------------- | ---------------------------------------------------------------------- | ---------------------------------------------------------------------- | ---------------------------------------------------------------------- | ---------------------------------------------------------------------- |
|                                                                        | Prawo i Sprawiedliwość                                                 | 138 882                                                                | 138 882                                                                | 69 441                                                                 | 46 294                                                                 | 34 721                                                                 | 27 776                                                                 | 23 147                                                                 | 19 840                                                                 | ...                                                                    | 11 574                                                                 | 6                                                                      | 5,07                                                                   |
|                                                                        | Platforma Obywatelska RP                                               | 84 691                                                                 | 84 691                                                                 | 42 346                                                                 | 28 230                                                                 | 21 173                                                                 | 16 938                                                                 | 14 115                                                                 | 12 099                                                                 | ...                                                                    | 7058                                                                   | 3                                                                      | 3,09                                                                   |
|                                                                        | Polskie Stronnictwo Ludowe                                             | 68 114                                                                 | 68 114                                                                 | 34 057                                                                 | 22 705                                                                 | 17 029                                                                 | 13 623                                                                 | 11 352                                                                 | 9731                                                                   | ...                                                                    | 5676                                                                   | 2                                                                      | 2,49                                                                   |
|                                                                        | KKW Lewica i Demokraci SLD+SDPL+PD+UP                                  | 36 917                                                                 | 36 917                                                                 | 18 459                                                                 | 12 306                                                                 | 9229                                                                   | 7383                                                                   | 6153                                                                   | 5274                                                                   | ...                                                                    | 3076                                                                   | 1                                                                      | 1,35                                                                   |
| Ogółem                                                                 | Ogółem                                                                 | 328 604                                                                | —                                                                      | —                                                                      | —                                                                      | —                                                                      | —                                                                      | —                                                                      | —                                                                      | —                                                                      | —                                                                      | 12                                                                     | 12                                                                     |

### Wybory parlamentarne 2011
| Komitet wyborczy                                      | Komitet wyborczy                              | Głosów  | %     | Mandaty | Wybrani posłowie                                                                             |
| ----------------------------------------------------- | --------------------------------------------- | ------- | ----- | ------- | -------------------------------------------------------------------------------------------- |
|                                                       | Prawo i Sprawiedliwość                        | 124 084 | 39,03 | 5       | Sławomir Zawiślak, Beata Mazurek, Adam Abramowicz, Piotr Szeliga, Jerzy Rębek, Marcin Duszek |
|                                                       | Platforma Obywatelska RP                      | 63 005  | 19,82 | 3       | Stanisław Żmijan, Mariusz Grad, Grzegorz Raniewicz                                           |
|                                                       | Polskie Stronnictwo Ludowe                    | 57 882  | 18,21 | 2       | Franciszek Stefaniuk, Genowefa Tokarska                                                      |
|                                                       | Ruch Palikota                                 | 38 296  | 12,05 | 1       | Marek Poznański                                                                              |
|                                                       | Sojusz Lewicy Demokratycznej                  | 24 513  | 7,71  | 1       | Zbigniew Matuszczak                                                                          |
|                                                       | Polska Jest Najważniejsza                     | 6892    | 2,17  | –       |                                                                                              |
|                                                       | Polska Partia Pracy – Sierpień 80             | 1787    | 0,56  | –       |                                                                                              |
|                                                       | Nasz Dom Polska – Samoobrona Andrzeja Leppera | 1470    | 0,46  | –       |                                                                                              |
| Frekwencja: 42,89% Źródło: Państwowa Komisja Wyborcza |                                               |         |       |         |                                                                                              |

Poniższa tabela przedstawia podział mandatów dla komitetów wyborczych na podstawie uzyskanych głosów, a następnie obliczonych ilorazów wyborczych na podstawie metody D’Hondta.
| Podział mandatów dla komitetów wyborczych na podstawie metody D’Hondta | Podział mandatów dla komitetów wyborczych na podstawie metody D’Hondta | Podział mandatów dla komitetów wyborczych na podstawie metody D’Hondta | Podział mandatów dla komitetów wyborczych na podstawie metody D’Hondta | Podział mandatów dla komitetów wyborczych na podstawie metody D’Hondta | Podział mandatów dla komitetów wyborczych na podstawie metody D’Hondta | Podział mandatów dla komitetów wyborczych na podstawie metody D’Hondta | Podział mandatów dla komitetów wyborczych na podstawie metody D’Hondta | Podział mandatów dla komitetów wyborczych na podstawie metody D’Hondta | Podział mandatów dla komitetów wyborczych na podstawie metody D’Hondta | Podział mandatów dla komitetów wyborczych na podstawie metody D’Hondta | Podział mandatów dla komitetów wyborczych na podstawie metody D’Hondta | Podział mandatów dla komitetów wyborczych na podstawie metody D’Hondta |
| Komitet wyborczy                                                       | Komitet wyborczy                                                       | Liczba głosów                                                          | Iloraz wyborczy                                                        | Iloraz wyborczy                                                        | Iloraz wyborczy                                                        | Iloraz wyborczy                                                        | Iloraz wyborczy                                                        | Iloraz wyborczy                                                        | Iloraz wyborczy                                                        | Iloraz wyborczy                                                        | Mandaty                                                                | TP                                                                     |
| Komitet wyborczy                                                       | Komitet wyborczy                                                       | Liczba głosów                                                          | /1                                                                     | /2                                                                     | /3                                                                     | /4                                                                     | /5                                                                     | /6                                                                     | ...                                                                    | /12                                                                    | Mandaty                                                                | TP                                                                     |
| ---------------------------------------------------------------------- | ---------------------------------------------------------------------- | ---------------------------------------------------------------------- | ---------------------------------------------------------------------- | ---------------------------------------------------------------------- | ---------------------------------------------------------------------- | ---------------------------------------------------------------------- | ---------------------------------------------------------------------- | ---------------------------------------------------------------------- | ---------------------------------------------------------------------- | ---------------------------------------------------------------------- | ---------------------------------------------------------------------- | ---------------------------------------------------------------------- |
|                                                                        | Prawo i Sprawiedliwość                                                 | 124 084                                                                | 124 084                                                                | 62 042                                                                 | 41 361                                                                 | 31 021                                                                 | 24 817                                                                 | 20 681                                                                 | ...                                                                    | 10 340                                                                 | 5                                                                      | 4,84                                                                   |
|                                                                        | Platforma Obywatelska RP                                               | 63 005                                                                 | 63 005                                                                 | 31 503                                                                 | 21 002                                                                 | 15 751                                                                 | 12 601                                                                 | 10 501                                                                 | ...                                                                    | 5250                                                                   | 3                                                                      | 2,46                                                                   |
|                                                                        | Polskie Stronnictwo Ludowe                                             | 57 882                                                                 | 57 882                                                                 | 28 941                                                                 | 19 294                                                                 | 14 471                                                                 | 11 576                                                                 | 9647                                                                   | ...                                                                    | 4824                                                                   | 2                                                                      | 2,26                                                                   |
|                                                                        | Ruch Palikota                                                          | 38 296                                                                 | 38 296                                                                 | 19 148                                                                 | 12 765                                                                 | 9574                                                                   | 7659                                                                   | 6383                                                                   | ...                                                                    | 3191                                                                   | 1                                                                      | 1,49                                                                   |
|                                                                        | Sojusz Lewicy Demokratycznej                                           | 24 513                                                                 | 24 513                                                                 | 12 257                                                                 | 8171                                                                   | 6128                                                                   | 4903                                                                   | 4086                                                                   | ...                                                                    | 2043                                                                   | 1                                                                      | 0,96                                                                   |
| Ogółem                                                                 | Ogółem                                                                 | 307 780                                                                | —                                                                      | —                                                                      | —                                                                      | —                                                                      | —                                                                      | —                                                                      | —                                                                      | —                                                                      | 12                                                                     | 12                                                                     |

### Wybory parlamentarne 2015
| Komitet wyborczy                                      | Komitet wyborczy                             | Głosów  | %     | Mandaty | Wybrani posłowie |
| ----------------------------------------------------- | -------------------------------------------- | ------- | ----- | ------- | --- |
|                                                       | Prawo i Sprawiedliwość                       | 163 122 | 48,02 | 8       | Beata Mazurek, Sławomir Zawiślak, Agata Borowiec, Marcin Duszek, Adam Abramowicz, Piotr Olszówka, Jan Szewczak, Teresa Hałas, Tomasz Zieliński, Lucjan Cichosz |
|                                                       | Platforma Obywatelska RP                     | 41 823  | 12,31 | 2       | Grzegorz Raniewicz, Stanisław Żmijan |
|                                                       | Polskie Stronnictwo Ludowe                   | 38 689  | 11,39 | 1       | Genowefa Tokarska |
|                                                       | KWW Kukiz’15                                 | 35 567  | 10,47 | 1       | Jarosław Sachajko |
|                                                       | KKW Zjednoczona Lewica SLD+TR+PPS+UP+Zieloni | 24 161  | 7,11  | –       | |
|                                                       | KORWiN                                       | 14 835  | 4,37  | –       | |
|                                                       | Nowoczesna Ryszarda Petru                    | 14 745  | 3,75  | –       | |
|                                                       | Partia Razem                                 | 8116    | 2,39  | –       | |
|                                                       | Samoobrona                                   | 628     | 0,18  | –       | |
| Frekwencja: 45,30% Źródło: Państwowa Komisja Wyborcza |                                              |         |       |         | |

Poniższa tabela przedstawia podział mandatów dla komitetów wyborczych na podstawie uzyskanych głosów, a następnie obliczonych ilorazów wyborczych na podstawie metody D’Hondta.
| Podział mandatów dla komitetów wyborczych na podstawie metody D’Hondta | Podział mandatów dla komitetów wyborczych na podstawie metody D’Hondta | Podział mandatów dla komitetów wyborczych na podstawie metody D’Hondta | Podział mandatów dla komitetów wyborczych na podstawie metody D’Hondta | Podział mandatów dla komitetów wyborczych na podstawie metody D’Hondta | Podział mandatów dla komitetów wyborczych na podstawie metody D’Hondta | Podział mandatów dla komitetów wyborczych na podstawie metody D’Hondta | Podział mandatów dla komitetów wyborczych na podstawie metody D’Hondta | Podział mandatów dla komitetów wyborczych na podstawie metody D’Hondta | Podział mandatów dla komitetów wyborczych na podstawie metody D’Hondta | Podział mandatów dla komitetów wyborczych na podstawie metody D’Hondta | Podział mandatów dla komitetów wyborczych na podstawie metody D’Hondta | Podział mandatów dla komitetów wyborczych na podstawie metody D’Hondta | Podział mandatów dla komitetów wyborczych na podstawie metody D’Hondta | Podział mandatów dla komitetów wyborczych na podstawie metody D’Hondta | Podział mandatów dla komitetów wyborczych na podstawie metody D’Hondta |
| Komitet wyborczy                                                       | Komitet wyborczy                                                       | Liczba głosów                                                          | Iloraz wyborczy                                                        | Iloraz wyborczy                                                        | Iloraz wyborczy                                                        | Iloraz wyborczy                                                        | Iloraz wyborczy                                                        | Iloraz wyborczy                                                        | Iloraz wyborczy                                                        | Iloraz wyborczy                                                        | Iloraz wyborczy                                                        | Iloraz wyborczy                                                        | Iloraz wyborczy                                                        | Mandaty                                                                | TP                                                                     |
| Komitet wyborczy                                                       | Komitet wyborczy                                                       | Liczba głosów                                                          | /1                                                                     | /2                                                                     | /3                                                                     | /4                                                                     | /5                                                                     | /6                                                                     | /7                                                                     | /8                                                                     | /8                                                                     | ...                                                                    | /12                                                                    | Mandaty                                                                | TP                                                                     |
| ---------------------------------------------------------------------- | ---------------------------------------------------------------------- | ---------------------------------------------------------------------- | ---------------------------------------------------------------------- | ---------------------------------------------------------------------- | ---------------------------------------------------------------------- | ---------------------------------------------------------------------- | ---------------------------------------------------------------------- | ---------------------------------------------------------------------- | ---------------------------------------------------------------------- | ---------------------------------------------------------------------- | ---------------------------------------------------------------------- | ---------------------------------------------------------------------- | ---------------------------------------------------------------------- | ---------------------------------------------------------------------- | ---------------------------------------------------------------------- |
|                                                                        | Prawo i Sprawiedliwość                                                 | 163 122                                                                | 163 122                                                                | 81 561                                                                 | 54 374                                                                 | 40 781                                                                 | 32 624                                                                 | 27 187                                                                 | 23 303                                                                 | 20 390                                                                 | 18 125                                                                 | ...                                                                    | 13 594                                                                 | 8                                                                      | 6,66                                                                   |
|                                                                        | Platforma Obywatelska RP                                               | 41 823                                                                 | 41 823                                                                 | 20 912                                                                 | 13 941                                                                 | 10 456                                                                 | 8365                                                                   | 6971                                                                   | 5975                                                                   | 5228                                                                   | 4647                                                                   | ...                                                                    | 3485                                                                   | 2                                                                      | 1,71                                                                   |
|                                                                        | Polskie Stronnictwo Ludowe                                             | 38 689                                                                 | 38 689                                                                 | 19 345                                                                 | 12 896                                                                 | 9672                                                                   | 7738                                                                   | 6448                                                                   | 5527                                                                   | 4836                                                                   | 4299                                                                   | ...                                                                    | 3224                                                                   | 1                                                                      | 1,58                                                                   |
|                                                                        | KWW Kukiz’15                                                           | 35 567                                                                 | 35 567                                                                 | 17 784                                                                 | 11 856                                                                 | 8892                                                                   | 7113                                                                   | 5928                                                                   | 5081                                                                   | 4446                                                                   | 3952                                                                   | ...                                                                    | 2964                                                                   | 1                                                                      | 1,45                                                                   |
|                                                                        | Nowoczesna Ryszarda Petru                                              | 14 745                                                                 | 14 745                                                                 | 7373                                                                   | 4915                                                                   | 3686                                                                   | 2949                                                                   | 2458                                                                   | 2106                                                                   | 1843                                                                   | 1638                                                                   | ...                                                                    | 1229                                                                   | 0                                                                      | 0,60                                                                   |
| Ogółem                                                                 | Ogółem                                                                 | 293 946                                                                | —                                                                      | —                                                                      | —                                                                      | —                                                                      | —                                                                      | —                                                                      | —                                                                      | —                                                                      | —                                                                      | —                                                                      | —                                                                      | 12                                                                     | 12                                                                     |

### Wybory parlamentarne 2019
| Komitet wyborczy                                      | Komitet wyborczy                           | Głosów  | %     | Mandaty | Wybrani posłowie |
| ----------------------------------------------------- | ------------------------------------------ | ------- | ----- | ------- | --- |
|                                                       | Prawo i Sprawiedliwość                     | 238 802 | 59,50 | 8       | Jacek Sasin, Sławomir Zawiślak, Marcin Duszek, Dariusz Stefaniuk, Anna Dąbrowska-Banaszek, Tomasz Zieliński, Teresa Hałas, Beata Strzałka |
|                                                       | KKW Koalicja Obywatelska PO .N iPL Zieloni | 59 401  | 14,80 | 2       | Riad Haidar, Krzysztof Grabczuk, Stanisław Żmijan                                                                                         |
|                                                       | Polskie Stronnictwo Ludowe                 | 47 604  | 11,86 | 1       | Jarosław Sachajko |
|                                                       | Sojusz Lewicy Demokratycznej               | 27 404  | 6,83  | 1       | Monika Pawłowska |
|                                                       | Konfederacja Wolność i Niepodległość       | 23 439  | 5,84  | –       | |
|                                                       | KWW Koalicja Bezpartyjni i Samorządowcy    | 4668    | 1,16  | –       | |
| Frekwencja: 54,40% Źródło: Państwowa Komisja Wyborcza |                                            |         |       |         | |

Poniższa tabela przedstawia podział mandatów dla komitetów wyborczych na podstawie uzyskanych głosów, a następnie obliczonych ilorazów wyborczych na podstawie metody D’Hondta.
| Podział mandatów dla komitetów wyborczych na podstawie metody D’Hondta | Podział mandatów dla komitetów wyborczych na podstawie metody D’Hondta | Podział mandatów dla komitetów wyborczych na podstawie metody D’Hondta | Podział mandatów dla komitetów wyborczych na podstawie metody D’Hondta | Podział mandatów dla komitetów wyborczych na podstawie metody D’Hondta | Podział mandatów dla komitetów wyborczych na podstawie metody D’Hondta | Podział mandatów dla komitetów wyborczych na podstawie metody D’Hondta | Podział mandatów dla komitetów wyborczych na podstawie metody D’Hondta | Podział mandatów dla komitetów wyborczych na podstawie metody D’Hondta | Podział mandatów dla komitetów wyborczych na podstawie metody D’Hondta | Podział mandatów dla komitetów wyborczych na podstawie metody D’Hondta | Podział mandatów dla komitetów wyborczych na podstawie metody D’Hondta | Podział mandatów dla komitetów wyborczych na podstawie metody D’Hondta | Podział mandatów dla komitetów wyborczych na podstawie metody D’Hondta | Podział mandatów dla komitetów wyborczych na podstawie metody D’Hondta | Podział mandatów dla komitetów wyborczych na podstawie metody D’Hondta |
| Komitet wyborczy                                                       | Komitet wyborczy                                                       | Liczba głosów                                                          | Iloraz wyborczy                                                        | Iloraz wyborczy                                                        | Iloraz wyborczy                                                        | Iloraz wyborczy                                                        | Iloraz wyborczy                                                        | Iloraz wyborczy                                                        | Iloraz wyborczy                                                        | Iloraz wyborczy                                                        | Iloraz wyborczy                                                        | Iloraz wyborczy                                                        | Iloraz wyborczy                                                        | Mandaty                                                                | TP                                                                     |
| Komitet wyborczy                                                       | Komitet wyborczy                                                       | Liczba głosów                                                          | /1                                                                     | /2                                                                     | /3                                                                     | /4                                                                     | /5                                                                     | /6                                                                     | /7                                                                     | /8                                                                     | /8                                                                     | ...                                                                    | /12                                                                    | Mandaty                                                                | TP                                                                     |
| ---------------------------------------------------------------------- | ---------------------------------------------------------------------- | ---------------------------------------------------------------------- | ---------------------------------------------------------------------- | ---------------------------------------------------------------------- | ---------------------------------------------------------------------- | ---------------------------------------------------------------------- | ---------------------------------------------------------------------- | ---------------------------------------------------------------------- | ---------------------------------------------------------------------- | ---------------------------------------------------------------------- | ---------------------------------------------------------------------- | ---------------------------------------------------------------------- | ---------------------------------------------------------------------- | ---------------------------------------------------------------------- | ---------------------------------------------------------------------- |
|                                                                        | Prawo i Sprawiedliwość                                                 | 238 802                                                                | 238 802                                                                | 119 401                                                                | 79 601                                                                 | 59 701                                                                 | 47 760                                                                 | 39 800                                                                 | 34 115                                                                 | 29 850                                                                 | 26 534                                                                 | ...                                                                    | 19 900                                                                 | 8                                                                      | 7,22                                                                   |
|                                                                        | KKW Koalicja Obywatelska PO .N iPL Zieloni                             | 59 401                                                                 | 59 401                                                                 | 29 701                                                                 | 19 800                                                                 | 14 850                                                                 | 11 880                                                                 | 9900                                                                   | 8486                                                                   | 7425                                                                   | 6600                                                                   | ...                                                                    | 4950                                                                   | 2                                                                      | 1,80                                                                   |
|                                                                        | Polskie Stronnictwo Ludowe                                             | 47 604                                                                 | 47 604                                                                 | 23 802                                                                 | 15 868                                                                 | 11 901                                                                 | 9521                                                                   | 7934                                                                   | 6801                                                                   | 5951                                                                   | 5289                                                                   | ...                                                                    | 3967                                                                   | 1                                                                      | 1,44                                                                   |
|                                                                        | Sojusz Lewicy Demokratycznej                                           | 27 404                                                                 | 27 404                                                                 | 13 702                                                                 | 9135                                                                   | 6851                                                                   | 5481                                                                   | 4567                                                                   | 3915                                                                   | 3430                                                                   | 3045                                                                   | ...                                                                    | 2284                                                                   | 1                                                                      | 0,83                                                                   |
|                                                                        | Konfederacja Wolność i Niepodległość                                   | 23 439                                                                 | 23 439                                                                 | 11 720                                                                 | 7813                                                                   | 5860                                                                   | 4688                                                                   | 3907                                                                   | 3348                                                                   | 2930                                                                   | 2604                                                                   | ...                                                                    | 1953                                                                   | 0                                                                      | 0,71                                                                   |
| Ogółem                                                                 | Ogółem                                                                 | 396 650                                                                | —                                                                      | —                                                                      | —                                                                      | —                                                                      | —                                                                      | —                                                                      | —                                                                      | —                                                                      | —                                                                      | —                                                                      | —                                                                      | 12                                                                     | 12                                                                     |

### Wybory parlamentarne 2023
| Komitet wyborczy                                      | Komitet wyborczy                                                           | Głosów  | %     | Mandaty | Wybrani posłowie |
| ----------------------------------------------------- | -------------------------------------------------------------------------- | ------- | ----- | ------- | --- |
|                                                       | Prawo i Sprawiedliwość                                                     | 231 882 | 50,75 | 7       | Mariusz Kamiński, Jarosław Sachajko, Dariusz Stefaniuk, Marcin Romanowski, Anna Dąbrowska-Banaszek, Tomasz Zieliński, Sławomir Zawiślak, Monika Pawłowska |
|                                                       | KKW Koalicja Obywatelska PO .N iPL Zieloni                                 | 79 501  | 17,40 | 2       | Krzysztof Grabczuk, Małgorzata Gromadzka |
|                                                       | KKW Trzecia Droga Polska 2050 Szymona Hołowni – Polskie Stronnictwo Ludowe | 59 577  | 13,04 | 2       | Wiesław Różyński, Sławomir Ćwik |
|                                                       | Konfederacja Wolność i Niepodległość                                       | 35 594  | 7,79  | 1       | Witold Tumanowicz |
|                                                       | Nowa Lewica                                                                | 25 691  | 5,62  | –       | |
|                                                       | Polska Jest Jedna                                                          | 12 930  | 2,83  | –       | |
|                                                       | Bezpartyjni Samorządowcy                                                   | 9522    | 2,08  | –       | |
|                                                       | KWW Ruchu Dobrobytu i Pokoju                                               | 2175    | 0,48  | –       | |
| Frekwencja: 67,33% Źródło: Państwowa Komisja Wyborcza |                                                                            |         |       |         | |

Poniższa tabela przedstawia podział mandatów dla komitetów wyborczych na podstawie uzyskanych głosów, a następnie obliczonych ilorazów wyborczych na podstawie metody D’Hondta.
| Podział mandatów dla komitetów wyborczych na podstawie metody D’Hondta | Podział mandatów dla komitetów wyborczych na podstawie metody D’Hondta     | Podział mandatów dla komitetów wyborczych na podstawie metody D’Hondta | Podział mandatów dla komitetów wyborczych na podstawie metody D’Hondta | Podział mandatów dla komitetów wyborczych na podstawie metody D’Hondta | Podział mandatów dla komitetów wyborczych na podstawie metody D’Hondta | Podział mandatów dla komitetów wyborczych na podstawie metody D’Hondta | Podział mandatów dla komitetów wyborczych na podstawie metody D’Hondta | Podział mandatów dla komitetów wyborczych na podstawie metody D’Hondta | Podział mandatów dla komitetów wyborczych na podstawie metody D’Hondta | Podział mandatów dla komitetów wyborczych na podstawie metody D’Hondta | Podział mandatów dla komitetów wyborczych na podstawie metody D’Hondta | Podział mandatów dla komitetów wyborczych na podstawie metody D’Hondta | Podział mandatów dla komitetów wyborczych na podstawie metody D’Hondta | Podział mandatów dla komitetów wyborczych na podstawie metody D’Hondta | Podział mandatów dla komitetów wyborczych na podstawie metody D’Hondta |
| Komitet wyborczy                                                       | Komitet wyborczy                                                           | Liczba głosów                                                          | Iloraz wyborczy                                                        | Iloraz wyborczy                                                        | Iloraz wyborczy                                                        | Iloraz wyborczy                                                        | Iloraz wyborczy                                                        | Iloraz wyborczy                                                        | Iloraz wyborczy                                                        | Iloraz wyborczy                                                        | Iloraz wyborczy                                                        | Iloraz wyborczy                                                        | Mandaty                                                                | TP                                                                     |                                                                        |
| Komitet wyborczy                                                       | Komitet wyborczy                                                           | Liczba głosów                                                          | /1                                                                     | /2                                                                     | /3                                                                     | /4                                                                     | /5                                                                     | /6                                                                     | /7                                                                     | /8                                                                     | ...                                                                    | /12                                                                    | Mandaty                                                                | TP                                                                     |                                                                        |
| ---------------------------------------------------------------------- | -------------------------------------------------------------------------- | ---------------------------------------------------------------------- | ---------------------------------------------------------------------- | ---------------------------------------------------------------------- | ---------------------------------------------------------------------- | ---------------------------------------------------------------------- | ---------------------------------------------------------------------- | ---------------------------------------------------------------------- | ---------------------------------------------------------------------- | ---------------------------------------------------------------------- | ---------------------------------------------------------------------- | ---------------------------------------------------------------------- | ---------------------------------------------------------------------- | ---------------------------------------------------------------------- | ---------------------------------------------------------------------- |
|                                                                        | Prawo i Sprawiedliwość                                                     | 231 882                                                                | 231 882                                                                | 115 941                                                                | 77 294                                                                 | 57 971                                                                 | 46 376                                                                 | 38 647                                                                 | 33 126                                                                 | 28 985                                                                 | ...                                                                    | 19 324                                                                 | 7                                                                      | 6,44                                                                   |                                                                        |
|                                                                        | KKW Koalicja Obywatelska PO .N iPL Zieloni                                 | 79 501                                                                 | 79 501                                                                 | 39 751                                                                 | 26 500                                                                 | 19 875                                                                 | 15 900                                                                 | 13 250                                                                 | 11 357                                                                 | 9938                                                                   | ...                                                                    | 6625                                                                   | 2                                                                      | 2,21                                                                   |                                                                        |
|                                                                        | KKW Trzecia Droga Polska 2050 Szymona Hołowni – Polskie Stronnictwo Ludowe | 59 577                                                                 | 59 577                                                                 | 29 789                                                                 | 19 589                                                                 | 14 894                                                                 | 11 915                                                                 | 9930                                                                   | 8511                                                                   | 7447                                                                   | ...                                                                    | 4965                                                                   | 2                                                                      | 1,65                                                                   |                                                                        |
|                                                                        | Konfederacja Wolność i Niepodległość                                       | 35 594                                                                 | 35 594                                                                 | 17 797                                                                 | 11 865                                                                 | 8899                                                                   | 7119                                                                   | 5932                                                                   | 5085                                                                   | 4449                                                                   | ...                                                                    | 2966                                                                   | 1                                                                      | 0,99                                                                   |                                                                        |
|                                                                        | Nowa Lewica                                                                | 25 691                                                                 | 25 691                                                                 | 12 846                                                                 | 8564                                                                   | 6423                                                                   | 5138                                                                   | 4282                                                                   | 3670                                                                   | 3211                                                                   | ...                                                                    | 2141                                                                   | 0                                                                      | 0,71                                                                   |                                                                        |
| Ogółem                                                                 | Ogółem                                                                     | 432 245                                                                | —                                                                      | —                                                                      | —                                                                      | —                                                                      | —                                                                      | —                                                                      | —                                                                      | —                                                                      | —                                                                      | —                                                                      | 12                                                                     | 12                                                                     |                                                                        |